# Rolf Lechler
Rolf Lechler (* 28. August 1930) ist ein ehemaliger deutscher Fußballspieler.

## Biografie
Rolf Lechler schaffte aus der Jugend der Stuttgarter Kickers den Sprung zu den Profis. Gleich in seiner ersten Saison 1950/51 stieg er mit den Kickers in die erstklassige Oberliga Süd auf. Dort absolvierte er 45 Spiele für die Stuttgarter Kickers und erzielte ein Tor. 1962/63 half er noch bei den Amateuren der Kickers gelegentlich aus.
Von Beruf war Lechler Architekt und erbaute das Kickers-Clubheim.
Sein Schwager Klaus Welz sowie sein Schwiegervater Walter Welz waren beide ebenfalls als Fußballspieler bei den Stuttgarter Kickers aktiv.